# Ortì

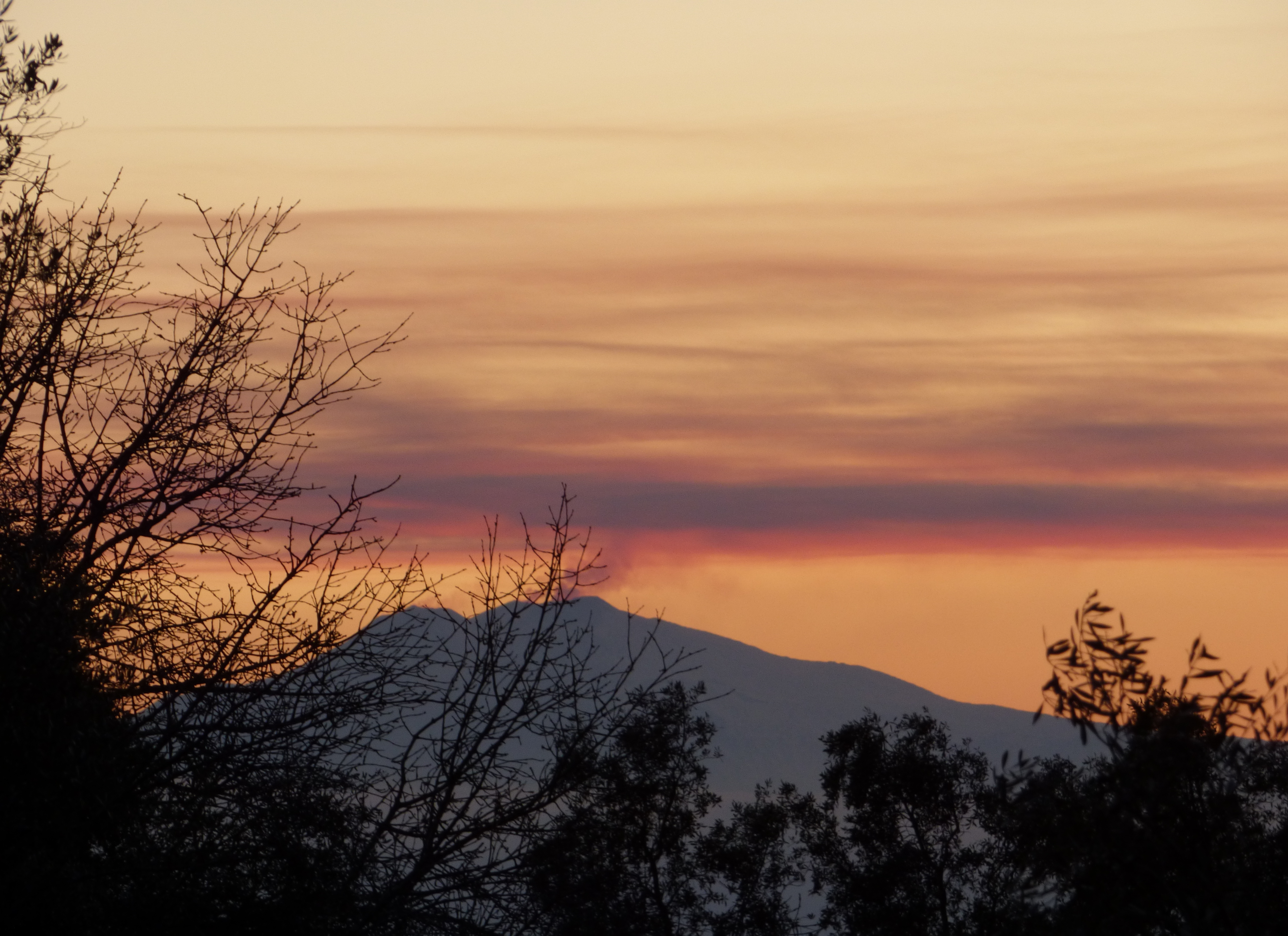
L'Etna da Ortì.

Ortì, insieme a Terreti, Straorino comanda e Cerasi, forma il territorio della XI circoscrizione del comune di Reggio Calabria.
Il borgo è situato in zona collinare a 20 km di strada dal centro storico di Reggio, ad un'altitudine di 650 m s.l.m.; al contempo si trova a meno di 4 km dalla costa in linea d'aria e, non casualmente, Ortì è anche chiamato e considerato un "Balcone sullo stretto".
Il suo affaccio sullo stretto di Messina lo rende uno dei luoghi più suggestivi e paesaggisticamente affascinanti del reggino, infatti nelle giornate in cui l'aria è più tersa si distinguono chiaramente sia l'Etna, a sud ovest, che l'arcipelago delle isole Eolie verso nord (in particolare l'isola di Stromboli).

## Toponimo
Varie sono le idee sull'origine del nome, da Ορθή, Orthi, "eretta" in dialetto greco-calabro oppure dal latino Orior dunque Ortus ("sorto" vista la storica posizione dominante su Monte Chiarello).

## Storia
Le prime notizie di URTI risalgono al 1305 e provengono dall'archivio vaticano dove tra i tributari del Vaticano troviamo il prete CONDULCO, titolare della chiesa di S,Salvatore, che paga le decime al Vaticano  ex ruris Urti. Quindi già nel 1300 esiste una comunità strutturata con chiesa e con reddito tanto da pagare tributi-Da ricerche recenti probabilmente il borgo di Urti risale al X,XI secolo quando a seguito delle invasioni saracene i cittadini di Reggio si rifugiarono nell'entro terra per evitare di essere fatti schiavi o peggio uccisi dai saraceni-Intorno al XII secolo, con l'accordo tra il Papa e il Conte Ruggero per la latinizzazione dei conventi arrivarono ad Urti dei monaci provenienti dal convento di S-Salvatore di Messina, questi monaci entrano in co,nflitto con i monaci del convento di Santa Maria dalla spada sguainata e in memoria del convento madre eressero la chiesa di S-salvatore-La comunità, crebbe, era dedita alla pastorizia ed alla agricoltura ed allevamento del baco da seta- 
Nei primi decenni del XIV secolo sul Monte Chiarello si rifugia una nuova popolazione, fuggita da Mesa di Calanna, che fondarono un nuovo paese che inizialmente chiamarono Mesa Nova-.Rimasti vincitori gli Angioini, rinominarono Mesa Nova con il nome di Motta (centro circondato da mura) Anomeri (dal greco "a"privativo e "nomos" che significa legge) "senza legge" anche se il vero significato è di "non ostaggi" in quanto i cittadini di Mesa Nova erano scappati da Mesa di Calanna distrutta dagli Aragonesi e questo avvenne intorno al 1313.

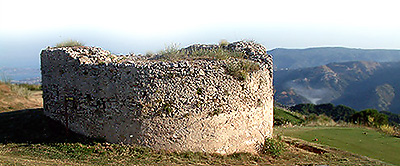
Resti di Motta Anòmeri sul Monte Chiarello.

Nel 1462, sempre durante le guerre tra Aragonesi e Angioini, il re Ferdinando d'Aragona, inviò il proprio figlio quattordicenne Alfonso Duca di Calabria a capo di un spedizione militare in Calabria, con l'obbiettivo di aiutare i Reggini e controbilanciare la crescente influenza angioina. La spedizione, partita dalla costa Jonica, avanzò vittoriosa saccheggiando i paesi di Pentidattilo e San Lorenzo, e si ricongiunse con un esercito proveniente da Reggio al fine di mettere sotto assedio Motta Anomeri.
I Mottigiani tentarono di resistere all'assedio, e per ben due volte riuscirono a mandare a fuoco i bastioni d'assedio degli Aragonesi: una prima volta bersagliandoli con alcuni fuochi artificiali, la seconda grazie ad una sortita notturna di un manipolo di coraggiosi che riuscì ad intrufolarsi fra le linee nemiche e, dopo aver cosparso di olio e polvere da sparo sul bastione, gli diedero fuoco.
Tuttavia, fiaccati dalla progressiva carenza d'acqua potabile all'interno della motta, gli abitanti di Motta Anomeri furono costretti alla resa.
Il Re Ferdinando d'Aragona lasciò ai reggini la scelta del futuro della motta: essi avrebbero potuto abbattere solamente le fortificazioni militari lasciando intatte le abitazioni, oppure raderla completamente la suolo. I reggini scelsero la distruzione della motta, e ne vietarono anche la ricostruzione nello stesso sito. I Motticiani furono in un primo momento portati a Reggio e successivamente i nuovi padroni delle terre riportarono i motticiani  superstiti nel territorio sottostante Motta Anomeri e ricostruirono il paese ai piedi del Monte Chiarello a 650 m s.l.m. che chiamarono Anomeri, lasciarono una guarnigione di soldati non solo per l'ordine pubblico ma soprattutto per evitare che I MOTTICIANI ricostruissero il paese sopra monte chiarello-QUualche anno dopo il capitano della piazza d'armi di Reggio, Ottonello de Curtis, fece costruire per i soldati e per i motticiani una chiesetta dedicata a Santa Maria de Curtis tn qualità di donatore-   '.Antonino Polimeni. ORTI STORIA E STORIE Edito KALEIDON  REGGIO 2019
Dell'antica Motta Anomeri rimangono oggi i resti della torre della motta, che formava, insieme alle altre motte, un sistema di avvistamento per la difesa della città di Reggio.
Ortì offre per la sua posizione uno straordinario scenario paesaggistico invidiabile in tutta Europa tanto da essere definito da Mons. Ferro, "Balcone sullo Stretto".
Orti fu comune autonomo tra il 1822 e il 1862, comprendeva anche Arasì, Straorino e Cerasi, poi per carenze di fondi per la gestione dei servizi, il Consiglio Comunale di Ortì fece domanda per essere accorpato a Reggio, cosa che avvenne, con regio decreto nel 1866.
Nel 1993 è stato ritrovato da un abitante del posto un fossile di un cetaceo (una balena) di quasi 12 metri del Pliocene, che va ad attestare il luogo come uno fra i più interessanti dal punto di vista paleontologico della Provincia di Reggio Calabria.
Negli ultimi anni si sono aggiunti, per arricchire le potenzialità naturali, l'agriturismo Sant'Anna, il monastero della Visitazione, il Museo della civiltà contadina e il Museo della Seta e del Costume.
Peccato che dopo la forte emigrazione degli anni 1960 di numerosi cittadini verso i paesi europei e quella successiva verso la città di Reggio Calabria, la frazione sia stata abbandonata a se stessa.
Le amministrazioni che si sono succedute in tutti questi anni non hanno più considerato la perdita di una zona di valore ambientale e panoramico, come poche in Europa, infatti la popolazione come avvenuto 1866, continua ad essere sottoposta a razionamento dell'acqua tanto da doversi dotare di autoclavi per garantirsi l'approvvigionamento idrico. La Frazione oltre a case diroccate di cui nessuno si prende cura è diventata quasi un paese fantasma.

## Altre frazioni

### Arasì
Paese dimenticato. Posto ai piedi della rocca, ormai disabitato, perché per problemi dovuti a situazione geotecnica rischiosa è stato abbandonato dalla Città Metropolitana di Reggio di Calabria. Nel caso in cui la Rocca dovesse cadere ricoprirebbe l’intero paese. 

### Cerasi
Adagiata su di una piccola rocca, Cerasi sorge a circa 635 m s.l.m. e 22 km da Reggio Calabria. Il suo nome deriva dalla parola greca keràsion e latina cerasum, ovvero ciliegia (in dialetto reggino ciurasi), a causa del numeroso quantitativo di piante di ciliegio presenti nei dintorni.

### Schindilifà
Posto sulla riva sinistra del torrente Gallico a circa 480 m s.l.m., Schindilifà deriva il suo nome dall'espressione greca Schinos clefos, ovvero salto dei cervi.

### Straorino
Posto a circa 550 m s.l.m., Straorino si estende principalmente lungo la Strada Statale che collega Reggio Calabria con Gambarie, nei pressi del bivio verso il limitrofo e abbandonato paese di  Arasì. Il suo nome deriva dall'espressione greca Stragos ed eros, che significa luogo tortuoso a monte.

## Luoghi di culto
- Chiesa San Rocco (Straorino)
- Chiesa Maria SS. del Rosario (Ortì Superiore)
- Chiesa Santa Maria Lauretana (Ortì Inferiore)
- Monastero della Visitazione di Santa Maria
- Chiesa di Santa Maria del Popolo (Arasì)

## Strutture museali
- Museo della seta (Ortì Superiore)
- Museo della civiltà contadina (Ortì Inferiore)